# Barcelos (Amazonas)
Barcelos is een gemeente in de Braziliaanse deelstaat Amazonas. De gemeente telt 25.410 inwoners (schatting 2009).

## Aangrenzende gemeenten
De gemeente grenst aan Codajás, Maraã, Novo Airão, Santa Isabel do Rio Negro, Caracaraí (RR) en Iracema (RR).

### Landsgrens
En met als landsgrens aan de gemeente Alto Orinoco en Río Negro in de staat Amazonas met het buurland Venezuela.